# Helensburgh
Helensburgh (gael. Baile Eilidh, scots Eelansburgh) – miasto w zachodniej Szkocji, w jednostce administracyjnej Argyll and Bute, historycznie w hrabstwie Dunbartonshire, położone na północnym brzegu zatoki Firth of Clyde, w pobliżu parku narodowego Loch Lomond and the Trossachs. W 2011 roku miasto liczyło 14 220 mieszkańców.
Miasto założone zostało w XVIII wieku i dzięki swojemu atrakcyjnemu położeniu przyciągało zamożniejszych mieszkańców pobliskiego Glasgow oraz położonego na przeciwnym brzegu zatoki Greenock. Na początku XIX wieku Henry Bell otworzył pasażerskie połączenie parowcowe z Glasgow, pierwsze udane komercyjnie przedsięwzięcie tego typu w Europie. Z miasta pochodził John Logie Baird, pionier techniki telewizyjnej.
W mieście znajdują się dwie stacje kolejowe – Helensburgh Central (otwarta w 1858) oraz Helensburgh Upper (1894).

## Osoby związane z Helensburgh
- Deborah Kerr (1921–2007)
- James Peace (ur. 1963)
- John Logie Baird (1888–1946)